# Mouvement vert (Bulgarie)
Ne doit pas être confondu avec Parti vert (Bulgarie).
Pour les articles homonymes, voir Mouvement vert.
Le Mouvement vert (en bulgare : Зелено движение, romanisé : Zeleno dvizhenie), appelé jusqu'en 2019 Les Verts (Зелените, romanisé : Zelenite), est un parti politique bulgare vert-libéral fondé en 2008.